# Lake Park, Iowa
Lake Park är en ort i Dickinson County i Iowa. Vid 2020 års folkräkning hade Lake Park 1 167 invånare.